# Bullay
Bullay település Németországban, Rajna-vidék-Pfalz tartományban. Lakosainak száma 1668 fő (2023. december 31.).

## Népesség
A település népességének változása:
| Lakosok száma | 1319 | 1578 | 1549 | 1633 | 1703 | 1668 |
|               | 1975 | 2017 | 2019 | 2021 | 2022 | 2023 |